# Wroughtonia angularis
Wroughtonia angularis (лат.) — вид наезников-браконид рода Wroughtonia из подсемейства Helconinae. Встречается в Юго-Восточной Азии (Вьетнам). Название вида происходит от латинского слова angulus («угол, изгиб»), так как мандибула угловато изогнута в вентральном направлении.

## Описание
Наездники-бракониды средних размеров (длина тела около 8 мм), в основном чёрного цвета (ноги и усики светлые). Антенна с 35 сегментами, усиковые сегменты 10—18 кремово-белые; лобный выступ пластинчатый и острый дорсально; высота глаза 1,55 × ширина виска при виде сбоку. Мезосома 1,9 × длиннее своей высоты (при виде сбоку); нотаули глубокие, вдавлены в переднем направлении, в задней части — ареола-бороздчатые и со срединным килем; проподеум без ареолы, грубо шершавый. Передние лапки больше в 1,3 × длины передних голеней; длина переднего крыла равна 3,3 × его максимальной ширины; заднее крыло с четырьмя гамулиями. Заднее бедро только с вентральными зазубринами; длина заднего бедра равно 3,5 × его максимальной ширины (без зазубрин). Первый тергит короткий, равен 0,9 × его вершинной ширины; дорсальные кили имеются в базальных 0,4 тергита; средняя длина второго тергита 0,5 × его базальной ширины и 1,2 × третьего тергита; первый тергит ямчато-бороздчатый рябистый медиально, крупно шершавый латерально; второй тергит пунктирован медиально и шершаво-пунктированный латерально. Биология неизвестна. Другие представители Wroughtonia выращивались как эндопаразитоиды-коинобионты личинок жуков (Coleoptera) в древесине или шишках, особенно из жуков-усачей (Cerambycidae) и златок (Buprestidae).